# Datavidenskab (uddannelse)
Datavidenskab er en uddannelse forankret ved Institut for Matematiske Fag (Aarhus Universitet) på Aarhus Universitet. Uddannelsen blev akkrediteret både som bachelor- og kandidatuddannelse i 2018 i et samarbejde mellem matematik, datalogi, økonomi og ingeniøruddannelserne i elektro- og computerteknologi på Aarhus Universitet. Første årgang startede i efteråret 2019. Lignende uddannelser findes på andre uddannelsesinstitutioner i Danmark oftest under betegnelser som data science, AI og machine learning. Uddannelsen i Aarhus er kendetegnet ved et stærkt matematisk og statistisk fundament i tilknytning til kurser med tværfagligt indhold fra datalogi, økonomi og engineering.

## Opbygning
Første semester af bacheloruddannelsen indeholder et perspektiverende kursus i datavidenskab, en introduktion til matematik og optimering vinklet mod eksempler fra machine learning samt et kursus i statistik og sandsynlighedsteori. Andet semester indeholder kurser i numerisk lineær algebra (en), python og matematisk statistik. Fra tredje semester og frem fokuseres uddannelsen på tværfaglige kurser fra datalogi, økonomi og engineering samt såkaldte dataprojekter, hvor teorien anvendes.